# Vampiropolynoinae
Los vampiropolinoineos (Vampiropolynoinae) son una de las subfamilias de anélidos poliquetos perteneciente a la familia Polynoidae. Comprende un solo género Vampiropolynoe Marcus & Hourdez, 2002 que también es monotípico con una única especie: Vampiropolynoe embleyi que se encuentra en el nordeste del Océano Pacífico en el Estrecho de Juan de Fuca.